# Philip Wayne Powell
Philip Wayne Powell (Chino, California, Estados Unidos, 30 de octubre de 1913-Santa Bárbara, 17 de septiembre de 1987) fue un historiador estadounidense especializado en la historia colonial española y del Suroeste de Estados Unidos.

## Biografía
Nació en Chino (California). Estudió en el Occidental College y fue transferido a la Universidad de California en Berkeley, recibiendo su bachelor en 1936. Continuó sus estudios en Berkeley, estudiando filología Hispánica con Herbert I. Priestley y Herbert E. Bolton. Powell completó su doctorado en 1941 y se alistó en el ejército.
En 1943 enseñaba en la Universidad de Pensilvania y en 1944 en la Universidad del Noroeste. En 1947 fue contratado por la Universidad de California en Santa Bárbara, donde enseñó en un departamento creciente al que pronto se unieron Wilbur R. Jacobs, Donald Marquand Dozer, C. Warren Hollister, Joachim Remak, Leonard Marsak, Frank J. Frost, Robert O. Collins, Alfred Gollin y Otis L. Graham, muchos otros. Powell se retiró como profesor emérito en 1981.
Powell falleció de un ataque al corazón en Santa Bárbara el 17 de septiembre de 1987.

## Obra
Su campo de investigación se centró en la frontera española, entre la América hispana y la anglosajona, y la historia colonial temprana en el suroeste de Estados Unidos.
Entre sus libros más conocidos se encuentran Soldiers, Indians, and Silver: The Northward Advance of New Spain, 1550-1600 (1952) y Mexico's Miguel Caldera: The Taming of America's First Frontier, 1548-1594 (1977). Su interés por las relaciones entre Estados Unidos y España y América Latina se refleja en The Tree of Hate: Propaganda and Prejudices Affecting Relations with the Hispanic World (1971).